# Jean Giraud

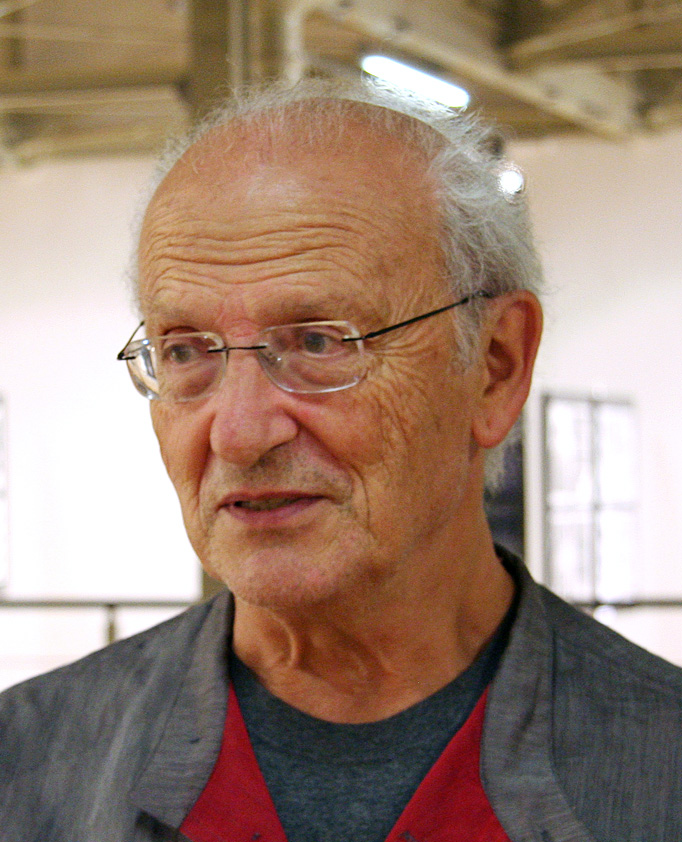
Jean Giraud (2008)

Jean Henri Gaston Giraud (* 8. Mai 1938 in Nogent-sur-Marne nahe Paris; † 10. März 2012 in Montrouge auch nahe Paris), Pseudonyme Gir, Mœbius, auch Moebius, war ein bedeutender französischer Comiczeichner und -scenarist, der den frankobelgischen Comic stark beeinflusst hat.
Seinen klassischen Western-Comic Leutnant Blueberry unterzeichnete er mit Gir. Daneben schuf er als Moebius Comics, die der fantastischen Literatur zuzuordnen und von assoziativer Bildsprache und experimentellen Erzähltechniken geprägt sind. Giraud wirkte auch am Ausstattungsdesign einiger Filme mit.

## Leben
Jean Girauds Eltern trennten sich in seinem dritten Lebensjahr. Er wuchs bei seinen Großeltern auf. 1955 unternahm er seine erste Mexiko-Reise und besuchte seine Mutter, die ein Jahr zuvor mit ihrem mexikanischen Lebensgefährten dorthin gezogen war. Er blieb acht Monate bei ihr und bereiste während der Zeit das Land. Die Landschaften Mexikos, die Wüste und die Farben hatten starken Einfluss auf sein Werk. Nach dem Studium der angewandten Kunst an der Académie des Beaux-Arts in Paris veröffentlichte Jean Giraud 1956 seinen ersten Comic im Magazin Far West. Weitere Western-Comics erschienen in verschiedenen anderen Magazinen. Ab 1958 leistete er 27 Monate lang den Wehrdienst in Deutschland und Algerien ab.

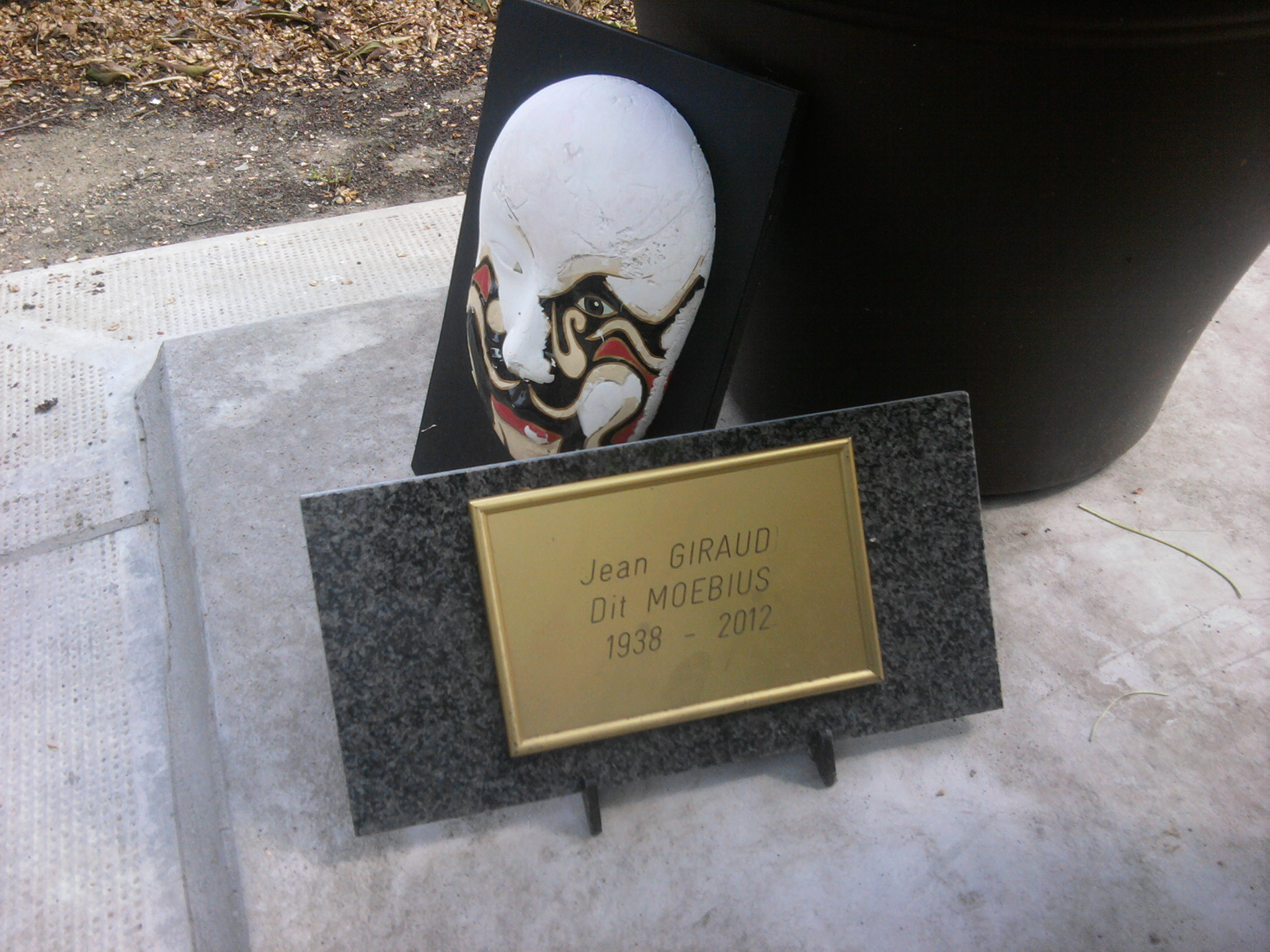
Details des Grabs von Jean Giraud

1961 wurde er Assistent von Jijé und arbeitete an einer Folge von Jerry Spring für das Magazin Spirou mit. Ab 1963 arbeitet er an der Serie Leutnant Blueberry. 1965 reiste er erneut für ein halbes Jahr nach Mexiko und unterbrach dafür seine 1963 begonnene Arbeit an Blueberry. 1967 heiratete Giraud Claudine Conin, 1970 wurde die Tochter Hélène und 1972 der Sohn Julien geboren. Mit Philippe Druillet, Jean-Pierre Dionnet und Bernard Farkas gründete Giraud 1975 den Verlag Les Humanoïdes Associés (dt. Die vereinigten Humanoiden), der die Zeitschrift Métal Hurlant – als Ableger 1977 in den U.S.A. als Heavy Metal, später als Schwermetall auch in Deutschland – herausbrachte. Er fertigte als Moebius für die erste Ausgabe allein drei Beiträge. Métal Hurlant legte einen Schwerpunkt auf alle Arten von Science-Fiction, es entstanden Werke, die als wegweisend für die gesamte Comic-Kunst gelten.
Giraud baute ab 1979 Beziehungen zu Jean-Paul Appel-Guéry auf, der angeblich Kontakt zu Außerirdischen hatte, die Teile der Menschheit vor einem drohenden Weltuntergang ins All retten wollten. Er zog mit seiner Familie 1983 nach Tahiti und lebte bis 1985 in der Sektengemeinschaft. Nach Aufenthalten in Japan und Los Angeles lebte Giraud seit der Trennung von seiner ersten Frau und der Heirat mit Isabelle Champeralle 1988 wieder in Frankreich. Nach langer Krankheit verstarb er am 10. März 2012 in Paris.

### Gir
Giraud zeichnete in Zusammenarbeit mit dem Texter Jean-Michel Charlier ab 1963 die Western-Serie Fort Navajo für das Comic-Magazin Pilote; seit 1966 wurde die Serie als Leutnant Blueberry fortgeführt und erzählt in einem sehr realistischen Stil die Abenteuer des Titelhelden. In den ersten Folgen war das Aussehen des Titelhelden noch sehr an den französischen Schauspieler Jean-Paul Belmondo angelehnt, der Zeichenstil unterschied sich anfangs kaum von dem Jijés, und so fiel es nicht auf, dass dieser 1965 in der Folge Das Halbblut aushalf und etwa ein Drittel der Zeichnungen fertigte. Charlier und Giraud entwickelten sowohl die Erzähltechnik als auch die Zeichnungen weiter. Die Handlungsabläufe und Personen wurden vielschichtiger, die Erzählstränge ließen sich nicht mehr auf den üblichen 48 Albumseiten darstellen, so dass einzelne Folgen bis zu elf Alben in Anspruch nahmen. Giraud löste sich teilweise von dem traditionellen Aufbau der Panels, schuf große Panoramen mit detaillierten Landschaften.
Die Serie machte Giraud international bekannt und nach Charliers Tod 1989 übernahm er auch dessen Part und führte sie alleine fort. Es gab zwei Spin-offs, Colin Wilson schuf 1985 mit La Jeunesse de Blueberry (Die Jugend von Blueberry) zeitlich vor den Giraud-Serien liegende Geschichten, 1991 veröffentlichte Giraud mit William Vance die Serie Marshal Blueberry, die einen gealterten Titelhelden einführte.
Neben Leutnant Blueberry schrieb und/oder zeichnete Jean Giraud unter seinem realen Namen auch weitere Abenteuercomics wie Jim Cutlass (1979 f.), Le Cristal Majeur (Der große Kristall) (1986) und andere.

### Moebius

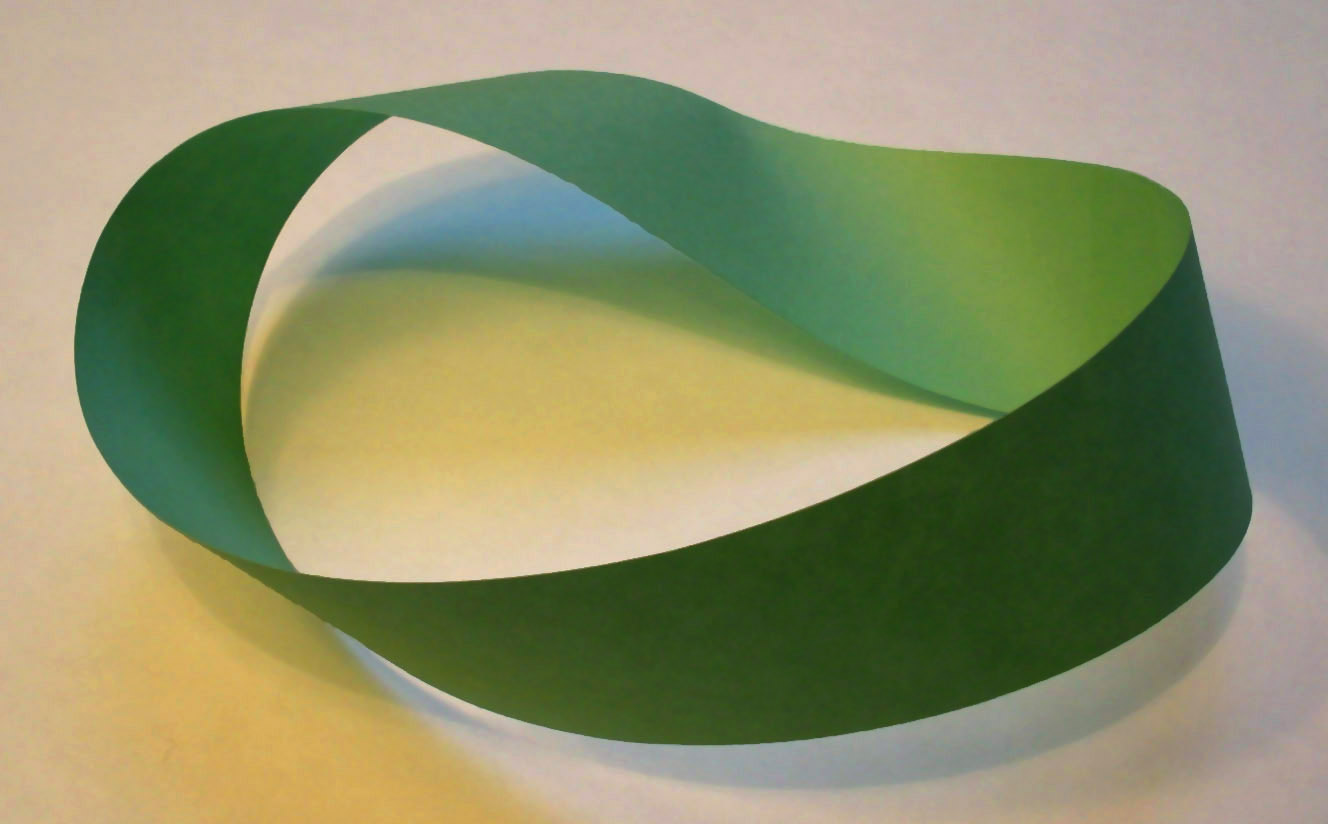
Möbiusband

Mit der Signatur Mœbius entwickelte Jean Giraud seine Neigungen zum Fantastischen, der Science-Fiction und experimentellen Erzähltechniken. Das Pseudonym entlieh er sich von dem deutschen Mathematiker August Ferdinand Möbius, dessen Möbiusband die Vorder- und Rückseite eines Streifens zu einer einzelnen Fläche verbindet.
Bereits 1963 zeichnete Giraud für das Magazin Hara-Kiri einige satirische Kurzgeschichten (wie z. B. Die Jagd auf Franzosen im Urlaub), die er mit Moebius signierte. Sie spiegelten, wie er 1987 in einem Interview sagte, seine Begeisterung für das MAD-Magazin und deren Zeichner Will Elder und Harvey Kurtzman wider. Wegen der regelmäßigen Arbeiten für Blueberry folgten für einige Jahre keine weiteren Comic-Veröffentlichungen als Moebius. 1969 illustrierte er einige Science-Fiction-Bücher des Verlags Editions Opta. Nach den vier- bis fünfseitigen, schwarz-weiß-gehaltenen Geschichten L’Artefact, Barbe-Rouge et le Cerveau Pirate und Il y a un prince charmant sur Phénixon, die mit der Signatur Moebius veröffentlicht wurden, erschien 1973 mit dem siebenseitigen La Déviation (dt. Der Umweg) in Pilote die erste Science-Fiction-Vision, die, obwohl noch mit „Gir“ signiert, das regelmäßige Werk von Moebius als Pendant von Jean Giraud einleitete. Sowohl die fahrig wirkenden Striche als auch der Aufbau der Erzählung, die von einer albtraumartigen Urlaubsreise handelt, unterschieden sich stark von den detaillierten Arbeiten bei Blueberry.
Arzach erschien 1975 in den ersten Ausgaben von Métal Hurlant, 1976 erschien das Album, und brach mit den traditionellen Regeln des Comics, indem bereits ab der zweiten Folge der Name der Serienfigur wechselte. Aus Arzach wird Harzak, Harzack, Arzack und Harzakc. Moebius verzichtete auf Sprechblasen und erklärenden Text, erst auf der letzten Seite der letzten Folge wurden Dialoge eingesetzt. Auch hatte er keinen Coloristen, sondern trug die Farbe in den Originalseiten auf, was einen nachgerade räumlichen Effekt hat. Den Plot der Geschichten improvisierte er unter Cannabiseinfluss, ein Verfahren, das er selbst als dessin automatique bezeichnete.
1976 führte Giraud in Garage hermétique (dt. Die hermetische Garage des Jerry Cornelius) die Figur Major Grubert ein, einen Demiurgen, der ein Doppelgänger von Giraud zu sein scheint. Die Serie, deren verschachtelte Erzählungen rätselhaft, widersprüchlich und sprunghaft sind, erschien bis 1979 und erhielt 1995 mit L’Homme du Ciguri (dt. Der Mann von der Ciguri) eine Fortsetzung.
Den chilenischen Schriftsteller und Cineasten Alejandro Jodorowsky lernte Moebius kennen, als dieser ihn für eine Verfilmung von Frank Herberts Dune (Der Wüstenplanet) gewinnen wollte. Gemeinsam entwickelten beide 1978 zunächst den Comic Die Augen der Katze und ab 1980 für Métal Hurlant die Science-Fiction-Serie Der Incal, eine sechsbändige Weltraum-Saga um einen kleinen Detektiv, der zum Helden der Galaxie wird. Moebius verwendete darin etliche der für das gescheiterte Dune-Projekt bereits konzipierten Figuren. Für Werbezwecke beauftragte der Autohersteller Citroën Moebius 1983 mit dem Album Sur l’Etoile, une Croisière Citroen, das den Anfang der Serie Die Sternenwanderer bildete.
Von 1984 bis 1989 lebte Moebius in den Vereinigten Staaten, dort zeichnete er 1988 eine Folge des Silver-Surfer-Abenteuers von Stan Lee.
Neben den von vornherein für die Veröffentlichung in Magazinen oder Alben geplanten Arbeiten nutzte Moebius Notizhefte, in denen er einzelne Zeichnungen und Ideen, manchmal auch ganze Geschichten festhielt. Einzelzeichnungen und auch einige vollständige Ausgaben dieser „Carnets“ genannten Hefte wurden veröffentlicht, dazu zählt zum Beispiel 40 jours dans le Désert B, das Moebius in seinem eigenen Verlag Editions Stardom herausbrachte.

## Film
Seit 1975 arbeitete Giraud wiederholt für die Filmindustrie. Er entwarf die Raumanzüge für Alien und schrieb Storyboards für das nicht realisierte Dune-Projekt von Alejandro Jodorowsky, Les Maîtres du Temps (dt. Herrscher der Zeit), Tron und Abyss – Abgrund des Todes. Für Das fünfte Element entwickelten er und Jean-Claude Mézières das Design. Für einen Kinofilm mit Motiven aus Winsor McCays Little Nemo arbeitete er 1984 in einem japanischen Animationsstudio. 2002 entstand die Zeichentrickserie Arzak Rhapsody.

## Stil
Jean Girauds Stil entwickelte sich während seiner Arbeiten an Leutnant Blueberry von sehr an Jijé angelehnten Zeichnungen zu einer eigenständigen zeichnerischen Ausdrucksweise. In den ersten Folgen ist der Seitenaufbau schematisch mit gleichmäßig angeordneten Panels. Die mit dem Tuschepinsel ausgeführten Zeichnungen bieten wenige Details. Die Farbgebung dient vor allem dem Zweck, die einzelnen Objekte und Personen voneinander unterscheiden zu können, sie wird nicht als künstlerisches Mittel eingesetzt. Nach und nach setzte Giraud Schwerpunkte auf detaillierte Hintergründe und Naturdarstellungen. Die Landschaft erhält einen unverrückbaren Stellenwert, indem sie die Protagonisten in bestimmte Richtungen zwingt, ihnen Hindernis und Unterschlupf zugleich ist und damit ihre Handlungen bestimmt. Er räumt großen Panoramen entsprechenden Platz auf einer Seite ein, trennt einzelne Panels durch schmale Nahaufnahmen und durchbricht so den klassischen Aufbau einer Comicseite. Die realistisch gezeichneten Porträts spiegeln mit sorgfältig ausgestalteten Falten und Konturen Gefühle und Gedanken wider. Die Farbgebung orientiert sich an den Strukturen der Objekte und wird mit Schattierungen und unterstützt durch Schraffuren eingesetzt, um die Plastizität und die Strukturen der Dinge zu unterstreichen. Plakative Farbigkeit wird von sanften Farbnuancen abgelöst, manche Seiten sind ausschließlich in Brauntönen gehalten, wodurch die zuweilen nur 1 bis 2 cm großen Akteure in die Landschaft eingebunden werden, mit ihr verschmelzen.
Die Trennung zwischen Giraud und Moebius tritt auch in der Zeichentechnik zutage. Während Giraud die Zeichnungen zu Blueberry mit dem Pinsel fertigte, zeichnet er als Moebius vorwiegend mit der Feder, mit der er spontaner arbeiten konnte. Neben feinen Schraffuren setzte Moebius für Schattierungen auch mehr oder weniger verdichtete Punkte ein. Mit genau gesetztem Strich erhalten die Darstellungen von Gegenständen aber auch Landschaften einen Charakter von Konstruktionszeichnungen, was durch den weitgehenden Verzicht auf Schlagschatten verstärkt wird. Die Figuren, Tiere und Pflanzen der von Moebius beschriebenen Welten sind zwar fantastisch und fremdartig, zeigen im Detail aber starke Ähnlichkeiten mit aus der realen Welt bekannten anatomischen Ausprägungen. Während bei Leutnant Blueberry die Sprechblasen nur den Zweck der Dialogdarstellung hatten und ihre Position und Gestaltung sich an dem jeweiligen Panel orientierte und damit „wie Fremdkörper auf der Bildfläche“ wirken, werden sie von Moebius wie die Panels gezeichnet, Schriftart und Position fügen sich in das Bild ein und verschmelzen mit der Zeichnung zu einer Gesamtinformation.
Die episodenhaften Geschichten von Moebius entstanden, ohne dass ein vollständiges Szenario vorlag. Er entwickelte seine Comics vielmehr „von Panel zu Panel“, ohne den Ausgang des Geschehens zu kennen. Moebius nannte diese Vorgehensweise „dessin automatique“. Als einer der ersten französischen Zeichner verzichtete Moebius auf die Trennung von Originalzeichnung und Kolorierung und nutzte, beginnend mit den Arbeiten an Arzach, die Möglichkeiten der Direktkolorierung.

## Rezeption
Bereits 1976 schrieb Numa Sadoul mit Mister Moebius et Docteur Gir eine Monografie Jean Girauds. 1993 erschien Visions of Arzach („Die Träume des Arzach“), eine Hommage von 50 überwiegend amerikanischen Comiczeichnern. Andreas Platthaus widmete sich 2003 in Moebius Zeichenwelt der Biografie des Zeichners und dem Mythos seiner zwei Gesichter mit Essays und vielen bislang unveröffentlichten Zeichnungen. 2004 kam eine Filmadaption von Leutnant Blueberry mit Vincent Cassel und Juliette Lewis in den Hauptrollen in die Kinos. Der Dokumentarfilm Moebius Redux. Ein Leben in Bildern. entstand 2006 als Zusammenarbeit von ZDF, ARTE und kanadischen Fernsehsendern. Er widmet sich Moebius in vielen Bildern, Interviews mit ihm selbst und Jodorowsky und Einschätzungen anderer Comiczeichner wie Philippe Druillet, Jim Lee, Stan Lee und anderen.
Das Werk Moebius beeinflusste viele Künstler und Filmschaffende.

“I have been impressed and affected by Moebius’s keen and unusual sense of design and the distinctive way in which he depicts the fantastic.”

„Ich war beeindruckt und beeinflußt von Möbius' scharfem und ungewöhnlichen Sinn für Design und der unverwechselbaren Art, wie er das Fantastische darstellt.“

„The Long Tomorrow“ erregte auch die Aufmerksamkeit von Ridley Scott und war eine wichtige visuelle Referenz für Blade Runner. Scott, der bereits bei seinem Sci-Fi-Thriller Alien von 1979 mit dem Künstler zusammengearbeitet hatte, äußerte sich noch 2010 über den Einfluss von Mœbius auf zeitgenössische Science-Fiction-Filme:

„You see it everywhere, it runs through so much you can't get away from it.“

„Man sieht ihn überall, er durchdringt so vieles, dass man sich ihm nicht entziehen kann.“

## Ausstellungen
In der italienischen Nationalbibliothek in Florenz wurden 2000 die Werke zur Illustration einer Neuauflage der Göttlichen Komödie von Dante Alighieri ausgestellt, die von Moebius, Lorenzo Mattotti und Milton Glaser im Auftrag des Verlags Nuages gestaltet wurden. 2004 zeigte der Badische Kunstverein Karlsruhe in der Ausstellung Welten Werke aus unterschiedlichen Schaffensphasen Moebius'. Das Musée de la Monnaie in Paris konzipierte 2004 eine Ausstellung, in der Moebius gemeinsam mit Hayao Miyazaki bislang unveröffentlichte Zeichnungen aus ihren Privatsammlungen vorstellten. 2010/11 zeigte die Fondation Cartier pour l’art contemporain in Paris die Ausstellung MOEBIUS-TRANSE-FORME. 2019/2020 widmete das Max Ernst Museum Brühl des LVR dem Zeichner eine Retrospektive mit rund 450 Werken.

## Trivia
In dem Spielfilm Crimson Tide – In tiefster Gefahr streiten zwei Besatzungsmitglieder eines U-Bootes darüber, ob Jack Kirby oder Moebius den besseren Silver Surfer gezeichnet hat.

## Auszeichnungen (Auswahl)
- 1975: Yellow Kid für Leutnant Blueberry
- 1981: Grand Prix de la Ville d’Angoulême beim Festival International de la Bande Dessinée d’Angoulême
- 1997: Jack Kirby Hall of Fame
- 1997: World Fantasy Award als bester Künstler
- 1998: Will Eisner Award Hall of Fame
- 2000: Max-und-Moritz-Preis für ein herausragendes Lebenswerk beim Internationalen Comic-Salon Erlangen
- 2011: Aufnahme in die Science Fiction Hall of Fame[28]
- 2018: Benennung eines Asteroiden nach ihm: (109435) Giraud

## Werke (Auswahl)

### Als „Gir“
- 1963–1990: Leutnant Blueberry (Blueberry) mit Jean-Michel Charlier
- 1976–1979: Jim Cutlass mit Jean-Michel Charlier und Christian Rossi; dt. Carlsen ab 1992, Kult Editionen ab 2001 (dt. Neuauflage als Gesamtausgabe November 2017 bei Splitter)
- 1991–2000: Marshal Blueberry (Marshal Blueberry) mit William Vance und Michel Rouge
- 1995–2007: Mister Blueberry (Mister Blueberry)
- 2007: La Version Irlandais mit Jean Van Hamme; dt. XIII, Bd.18, Die Kelly-Brian-Story Carlsen Verlag 2008

### Als „Mœbius“
(Auswahl)
- 1974: Le bandard fou; dt. Der irre Ständer Carlsen 1989
- 1976: Arzach; dt. Carlsen 1990 (dt. Neuauflage Mai 2008 bei Cross Cult)
- 1978: Les yeux du chat mit Alejandro Jodorowsky; dt. Die Augen der Katze, Volksverlag 1980
- 1979: Le garage hermétique; dt. Die luftdichte Garage, Volksverlag 1980 (dt. Neuauflage Mai 2008 bei Cross Cult)
- 1979: Tueur de monde; dt. Zerstörer der Welt, Volksverlag 1980
- 1981–1988: Der Incal (L'Incal) mit Alejandro Jodorowsky; dt. Feest Verlag ab 1996 (dt. Neuauflage 2011–12 bei Splitter)
- 1982: Les Maîtres du Temps; dt. Herrscher der Zeit mit René Laloux (Zeichentrickfilm)
- 1985–2001: Le monde d’Edena; dt. Die Sternenwanderer Feest Verlag ab 1990, Schreiber und Leser 2003 (dt. Neuauflage ab Juni 2013 bei Schreiber & Leser)
- 1988: Silver Surfer – Parabel mit Stan Lee; dt. Carlsen 1991
- 1991–1998: Le coeur couronné mit Alejandro Jodorowsky; dt. Lust & Glaube Feest Verlag ab 1993, Schreiber & Leser 2003 (dt. Neuauflage Oktober 2011 bei Schreiber & Leser)
- 1994: Griffes d’Ange mit Alejandro Jodorowsky; dt. Des Engels Kralle Edition Kunst der Comics 1996
- 1995: L’homme du Ciguri; dt. Der Mann von der Ciguri, Feest Verlag 1996 (Fortsetzung von Le garage hermétique) (dt. Neuauflage Dezember 2012 bei Cross Cult)
- 2000: 40 jours dans le desert B
- 2002: Arzak Rhapsody (Zeichentrickserie)
- 2005–2010: Inside Moebius 1-6
- 2008: Chasseur déprime (Weitere Fortsetzung von Le garage hermétique)
- 2010: Arzak, Tome 1: L’arpenteur; dt. Arzak, der Raumvermesser Ehapa Comic Collection, Stuttgart 2012, ISBN 3-7704-3687-3
- 2011: La faune de Mars
- 2011: Le major (Weitere Fortsetzung von Le garage hermétique)